# 산솜다리
산솜다리(학명: Leontopodium leiolepis) 또는 참솜다리는 국화과의 고산 식물이다.